# АйТи

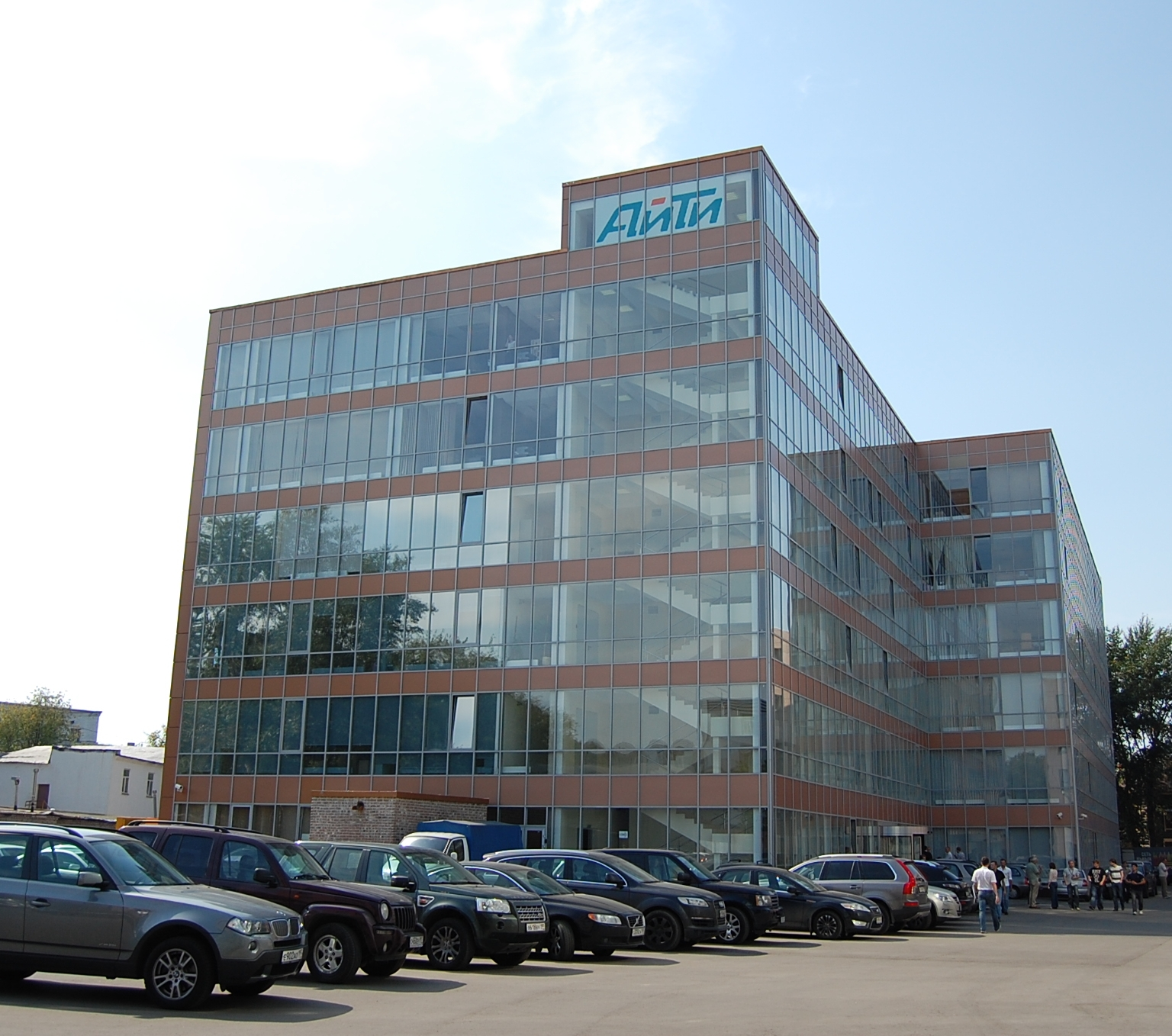
Офис АйТи в Москве на Ленинской Слободе

АйТи — российская компания, основанная в 1990 году.
Группа компаний АйТи, помимо системного интегратора — компании «АйТи. Информационные технологии», включает в себя фирмы «АйТи. Ведомственные системы», «АйТи. Смарт системы», «Академия АйТи», «Аплана», «БОСС. Кадровые системы», «Логика BPM», «Логика бизнеса», «Мобико», «МобилитиЛаб», «Передовые системы самообслуживания», «РИНТЕХ», «ДАТАТЕХ» и др.
Все компании группы работают в сфере информационных технологий и консалтинга. Филиалы группы компаний действуют в 20 городах России.

## Руководство
- Тагир Яппаров — Председатель Совета директоров ГК АйТи
- Игорь Касимов — Генеральный директор управляющей компании АйТи
- Дмитрий Ведев — Директор по маркетингу ГК АйТи
- Олег Бакиев — Генеральный директор компании «АйТи. Информационные технологии» (с февраля 2011 года[2])

## Деятельность
Основные направления деятельности:
- Управленческий и ИТ-консалтинг
- Системы автоматизации управления предприятием
- Инфраструктура информационных систем
- Решения в области управления информацией
- Системы информационной и технической безопасности
- Обучение в сфере ИТ и менеджмента
- ИТ-аутсорсинг и техническая поддержка информационных систем
- Аутсорсинг ИТ-персонала
- Аутсорсинг бизнес-процессов и аренда корпоративного ПО
- Специализированные отраслевые ИТ-решения
- Энергоаудит и решения в области энергоэффективности
- Решения для «Умного города» (Smart City)

## Группа компаний
В состав группы компаний АйТи входят:
- АйТи. Информационные технологии — системная интеграция, ИТ-консалтинг и ИТ-аутсорсинг, заказная разработка;
- АйТи. Ведомственные системы — комплексные ИТ-решения для предоставления государственных услуг в электронной форме, интеллектуального видеонаблюдения, а также создание заказных информационных систем для различных ведомств;
- АйТи. Смарт системы — программные системы для автоматизации сетей АЗС и нефтебаз, системы учета материальных средств на основе RFID-технологий, а также решения с использованием смарт-карт;
- АйТи Умный город — производство и интеграция систем интеллектуального освещения улиц, дорог и предприятий, а также решений «умный город»;
- Академия АйТи — обучение в области ИТ и менеджмента, дистанционное обучение;
- Аплана — сопровождение и тестирование корпоративных прикладных систем;
- Аплана. Международные проекты — аутсорсинг разработки ПО для иностранных технологических компаний;
- БОСС. Кадровые системы — разработка ПО, автоматизация процессов управления персоналом;
- Логика BPM — консалтингово-внедренческие услуги в области управления бизнес-процессами (ВРМ) и постановки процессного управления;
- Логика бизнеса (ранее «БОСС-Референт»[3]) — российская компания, занимающаяся разработкой систем управления корпоративной информацией: систем автоматизации делопроизводства и электронного документооборота, ECM-систем.
- Мобико — разработка ПО и услуги в сфере мобильного интернета;
- МобилитиЛаб — разработчик решения WorksPad (экс MobileSputnik) для создания корпоративных мобильных рабочих мест;
- Передовые системы самообслуживания (ПСС) — автоматизация обслуживания клиентов банков, предприятий розничной торговли и др.;
- Преферентум — разработчик ПО в области искусственного интеллекта и анализа неструктурированной информации;
- РИНТЕХ — услуги по разработке информационных систем для социальной сферы;

В состав входили ранее:
- ПингВин Софтвер — услуги по развертыванию, модернизации и поддержке корпоративных информационных систем на базе СПО; прекратила существование в марте 2014 года[4].
- «Арсеналъ» — фирма-разработчик программного обеспечения.[5]

## Показатели
По результатам 2012 года группа компаний АйТи занимала:
- 17-е место в рейтинге крупнейших компаний российского ИТ-рынка по версии журнала «Коммерсантъ ДЕНЬГИ»[6].
- 19-е место в рейтинге крупнейших российских компаний в области информационных и коммуникационных технологий по версии журнала «Эксперт»[7].
- 20-е место в рейтинге крупнейших ИТ-компаний России по версии РИА Новости (подготовлен РИА Рейтинг и Digit)[8].

По сведениям в системе [basis.myseldon.com/ru/company/1027700222747 Seldon.Basis], в 2015 году выручка АО «АйТи» составила 3,76 млрд руб. (увеличилась на 302 млн руб. по сравнению с результатами 2014 года), чистая прибыль выросла до 95,3 млн руб. (в 2014 году — 91,2 млн).

## Достижения
- В 1996 году АйТи получила награду «За выдающиеся достижения в развитии российского компьютерного рынка» от редакции журнала «КомпьютерПресс»[9].
- В 1999 и 2000 годах компания АйТи получила награду «Top Profi» от Международного компьютерного Форума[9].
- В 2000 году компания АйТи победила на конкурсе «Лучшее маркетинговое решение», проводимом в рамках IV международной конференции «Маркетинг в России: мировая практика и российский опыт»[10]. На этот конкурс компания представила свой проект под названием «Создание, развитие, маркетинговое позиционирование торговой марки АйТи-СКС (структурированные кабельные системы)»[11].
- В 2001 году компания АйТи заняла место в десятке лучших компаний отрасли корпоративной награды FAST.biz по версии Международного компьютерного клуба (МКК)[9].
- Компания АйТи является одним из лидеров на российском рынке системной интеграции[9].
- Компания АйТи входит в тройку ведущих российских интеграторов по версии «Тор 100 компьютерного бизнеса России»[9].
- Академия компании АйТи также является лидером в номинации «Учебные центры»[9].
- В 2009 году компания принимала участие в конференции Microsoft «Платформа 2010», где представила собственную разработку — Систему управления лицензиями на платформе Microsoft System Center Configuration Manager[12].
- В 2009 году стала победителем трех конкурсов Федерального агентства по образованию на оказание полного комплекса услуг в рамках проекта по внедрению во всех российских общеобразовательных учреждениях пакета свободного программного обеспечения (СПО)[13].